# Шанцин
Шанци́н (кит. упр. 上清派, пиньинь Shàngqīngpài), «Школа Высшей Чистоты» — направление в даосизме, возникшее в конце IV века в Китае. Другое название школы — Маошань (кит. 茅山) по имени горы, где находился центр этой школы. В истории школы можно выделить два периода - деятельность учеников матушки Вэй Хуацунь на горе Маошань, связанная с визуализацией духов и откровениями бессмертных, и восстановление школы Тао Хунцином после почти столетнего перерыва и упадка маошаней. Расцвет школы пришёлся на период с VI по X века, когда она стала самой влиятельной даосской школой.
Название Шанцин первоначально относилось к коллекции сочинений, полученных Ян Си в период 364—370 годы. Эти сочинения стали высоко цениться в среде южнокитайской аристократии последующего века, и попали в даосский канон как высшие откровения. Шанцин как религиозная школа фактически оформилась благодаря Тао Хунцину через 100 лет.
Возникновение школы было связано также с бегством аристократии с севера на юг Китая после нашествия варваров (см. Шестнадцать варварских государств), в это время происходил обмен и синтез учений между местной аристократией юго-восточного Китая и бежавшей образованной элитой. При этом традиция Школы Небесных Наставников впитала в себя древние шаманские и экстатические практики, а также учения искателей бессмертия.

## Общая характеристика учения
Эта школа практикует преимущественно медитацию визуализации (цунсян — «поддержание жизни в образе»), оставляя старые практики (например Гэ Хуна) на заднем плане. Шанцин — первая школа даосизма, о которой можно сказать, что она собрала все знания и представления воедино, создала канонические тексты и выработала указания, чётко зарегламентировав жизнь общины.
По представлениям школы Шанцин, существуют живущие на небе Истинные Люди (Чжэнь-жэнь), которые обладают огромным знанием и ценнейшими книгами из Небесных Книгохранилищ. Контакт с Истинными Людьми позволяет записать эти тексты, которые они передают достойным медиумам через состояние транса.

## Истоки (Вэй Хуацунь252—334)
Основательницей школы считается Вэй Хуацунь (252—334) (кит. упр. 魏華存, пиньинь Wèi Huācún, палл. Вэй Хуацунь), известная под именем Сяньань (贤安). Вэй Хуацунь получила административную должность цзицзю (буквально — распределитель эликсир) Школы Небесных Наставников. Она всерьёз занималась медитациями и мистическими практиками, и достигла успехов в визуализациях через своё тело.

## Основатель школыЯн Сии семейство Сюй (360—386)
Фактически школу основал её ученик Ян Си (кит. 楊羲), происходящий из аристократического рода.
В период 364—370 он активно практиковал визуализацию, возможно, с использованием галлюциногенных препаратов, и видел многочисленные чудесные видения, встречался с бессмертными, духами и божествами, которые открыли ему небеса Высшей Чистоты (Шанцин), секреты бессмертия и другие тайны. О своих откровениях он рассказал чиновнику Сюй Ми (семья которого состояла в родстве с родом Гэ Хуна), и вместе с Сюй Ми и его сыном Сюй Хуэем они построили скит на горе Маошань, это и послужило основанием школы. Входя в транс, Ян Си записывал свои откровения палочкой на песке.
Гору Маошань стали посещать паломники, в том числе аристократы, и храм разрастался и приобретал славу. Сюй Ми считается третьим патриархом школы, а его сын Сюй Хуэй — четвёртым. После их смерти в семидесятых годах IV века материалы школы и тексты талисманов и откровений были переданы на хранения семействам Ма (馬) и Ду (杜), Ма Лан и Ма Хань считаются пятым и шестым патриархами школы, об их деятельности мало что известно.

## Лу Сюцзини попытка расшифровки материалов школы (450—477)

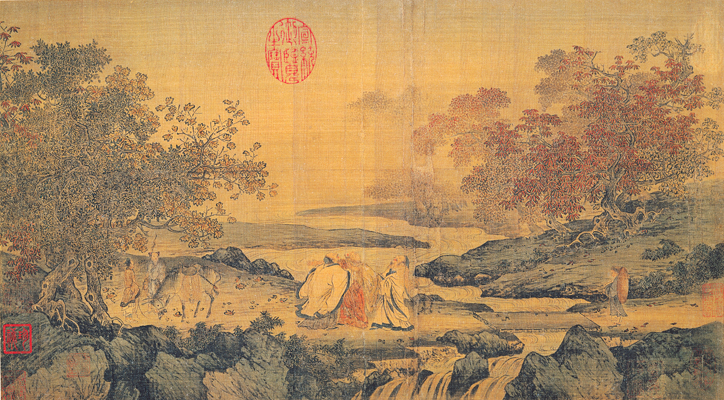
Слева направо — Лу Сюцзин, Хуэйюань и Тао Хунцин

За 70 лет после смерти Ян Си влияние школы слабело, а книги становились малопонятными по причине их экстатического и эзотерического характера. Интерес однако сохранялся, и энциклопедист Лу Сюцзин (которого считают седьмым патриархом Шанцин) стал скрупулёзно приводить в порядок доступные ему даосские сочинения, делая упор на школе Линбао, к которой он принадлежал. Он же предложил реформу Школы Небесных Наставников, создав школу Южных Небесных Наставников,
и собрал труды ряда школ в первый даосский канон (даоцзан). Школа Шанцин его очень интересовала, он считал откровения Шанцин высшим знанием и попытался также привести в порядок и расшифровать их сочинения. Работу продолжил его ученик Сунь Ююэ (умер в 489, считается восьмым патриархом), тем не менее сочинения Шанцин продолжали оставаться малопонятными, пока их не привёл в порядок и растолковал Тао Хунцин.

## Тао Хунцини возрождение школы Шанцин (489—536)

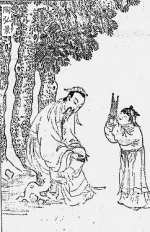
Тао Хунцин

Тао Хунцин, блистательный учёный и энциклопедист, получил через 100 лет сочинения школы Шанцин и смог их окончательно расшифровать и привести в порядок. Он же привёл в порядок труды школы Линбао, позаимствовав оттуда ряд обрядов и теоретических положений. Он считается девятым патриархом, хотя историки отмечают его также и как создателя школы заново — в результате его деятельности школа приобрела мощь и популярность, приобрела и укрепила свой официальный статус при дворе, несмотря на смутное время и политическую нестабильность.
Его поддержал император У-ди династии Лян, несмотря на свою пристрастность к буддизму, что дало школе Шанцин преимущества перед другими даосскими направлениями.

## Сыма Чэнчжэньи официальное признание школы

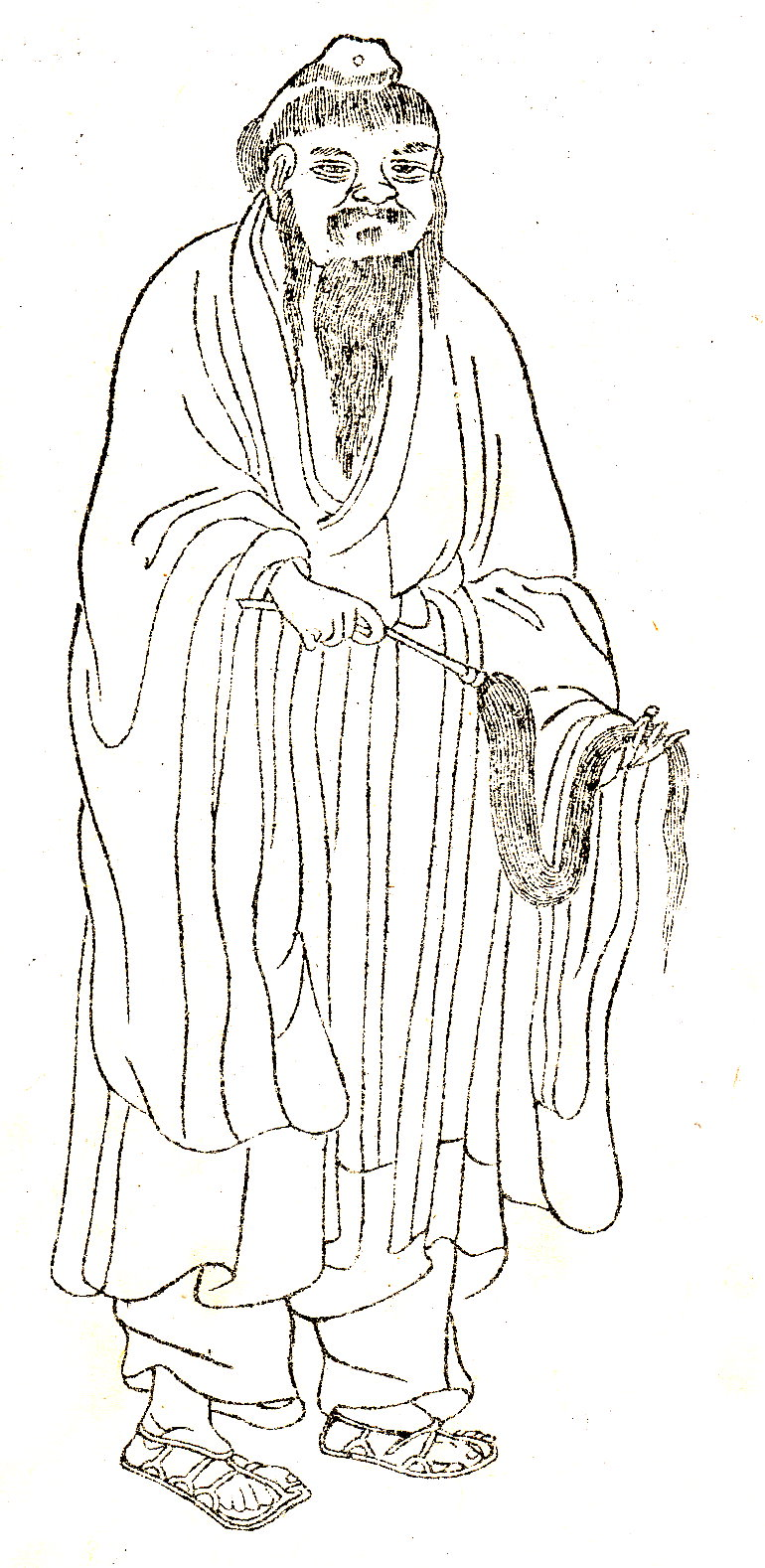
Сыма Чэнчжэнь

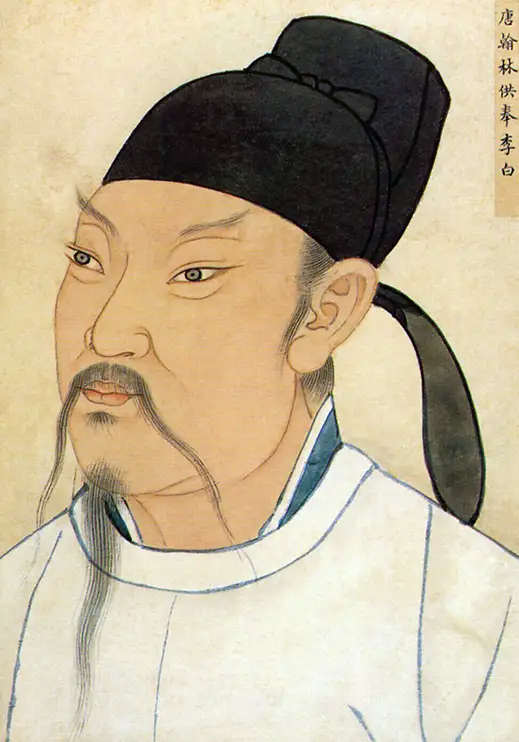
Ли Бо

Приобрёл известность также 12-й патриарх Сыма Чэнчжэнь (647—735), автор ряда алхимических трактатов и личный друг поэтов Ли Бо и Ван Вэя. Высокий статус Сыма Чэнчжэня при дворе гарантировал официальное признание школы Шанцин и императорскую поддержку.

## Учение Шанцин в период расцвета (танская и послетанская эпоха)
Школа Шанцин вернулась к шаманским практикам экстатических полётов, распространённых в эпоху Чжоу, и ввела снова в практику визуализацию, как мистическую, так и связанную с вызовом духов. Школа вернулась также к старым техникам, связанным с физическими упражнениями (гимнастикой даоинь кит. 导引), потреблению галлюциногенных веществ и целебных трав в рамках внешней алхимии. В отличие от Школы Небесных Наставников, роль божеств в Шанцин была связана не с получением знаний через магические ритуалы, а для посредничества, божества призваны были передавать адептам ключи ко входу в Небесные Реалии. Таким образом, школа Шанцин стала первой даосской школой, которая по-настоящему поклонялась божествам и составляла им гимны.
Адепт школы Шанцин, используя своё тело и свой организм, старался, подключив воображение, поймать соответствие между собой и космосом, ощутив себя небесным божеством, и реализовать таким способом Небесное Дао. Общей целью являлось всё многообразие духов, из которых состоит человеческий организм и психика, собрать в единое целое и привести в гармонию, вернувшись к изначальному единству.
Мир богов воспринимается адептом как рай, где играет небесная музыка, стоят изысканные павильоны, балдахины с цветными перьями, драконы, фениксы, паланкины. Для попадания в этот мир надо привлечь божества, управляющие телом и частями организма, собрать энергию ци девяти пренатальных небес. Это воображаемое путешествие требует путеводителей, карт, талисманов, знания секретных имён богов и способов проникновения через охраняемые заставы.
Одним из важнейших текстов школы Шанцин является Шанцин дадун чжэнцзин (кит. 上清大洞真經, Dadong zhenjing, «истинный канон величайшей Глубины» или иначе «великой Пещеры»). Этот текст читают адепты, и этот текст должен привести их к обретению бессмертия, при этом даосская алхимия прежних школ становится не нужной.

### Спасение и бессмертие
Особенность взглядов школы Шанцин на бессмертие отражаются следующими положениями:
- Многочисленные духи и существа, объединяясь, образуют человеческую индивидуальность; таким образом человек становится комплексным явлением.
- Человек связан со своими предками, деяния которых, грехи и заслуги, не отделимы от него, и спасение не может рассматриваться отдельно от спасения предков.
- Спасение приобретает вселенский характер, и универсальность в том смысле, что адепт обретает спасение вместе со всей вселенной.

Бессмертие выражается в попадании в другую реальность совершенных людей, не связано ни с жизнью, ни со смертью. В отличие от физического бессмертия (как в трудах Гэ Хуна) имеется в виду психическое бессмертие, достигаемое с помощью внутреалхимических перерождений, проходя через серию трансформаций.

## Ослабление школы и её ликвидация
Школа Шанцин управляется с горы Маошань, на которой до сих пор имеются даосские храмы. Во время династий Сун и Юань влияние школы стало существенно слабеть.
В 1304 году Юань привилегии школы Чжэнъи были подтверждены специальным указом, 38-й Небесный Наставник Чжан Юцай с горы Лунхушань был объявлен главенствующим над учением трёх гор, хранителем регистра и талисманов, и фактически с этого времени школы Шанцин и Линбао прекратили своё самостоятельное существование и вошли в состав Школы Истинного Единства.
Трактат Маошань-чжи (茅山志) (Даоцзан, 304), автором которого является Люй Дабинь (劉大彬), содержит историю и список 45 патриархов школы до 1328 года.

## Современное состояние
В XX веке храмовые комплексы на горе Маошань подверглись сильным разрушениям во время японской оккупации и культурной революции, два крупных храма были восстановлены в последние годы преимущественно для туристов.